# Мјенјанг
Мјенјанг (绵阳) град је Кини у покрајини Сичуан. Према процени из 2009. у граду је живело 269.644 становника.

## Становништво
Према процени, у граду је 2009. живело 269.644 становника.
| 1990.   | 2000.   | 2009    |
| ------- | ------- | ------- |
| 217.928 | 250.287 | 269.644 |